# Nanocheirodon insignis
Nanocheirodon
Genre
Genre
Nanocheirodon insignis, unique représentant du genre Nanocheirodon, est une espèce de poissons d'eau douce téléostéens de la famille des Characidae (ordre des Characiformes).

## Répartition
Nanocheirodon insignis se rencontre en Colombie dans le bassin du río Magdalena et au Venezuela dans le lac Maracaibo (État de Zulia).

## Description
Nanocheirodon insignis peut mesurer jusqu'à 29 mm, queue non comprise. Ce poisson se nourrit de larves de moustiques.

## Classification
L'espèce Nanocheirodon insignis a été décrite pour la première fois en 1880 par le zoologiste autrichien Franz Steindachner sous le protonyme Chirodon insignis Steindachner, 1880.
En 1998, lors d'une étude sur les Cheirodontinae, l'ichtyologiste brésilien Luiz Roberto Malabarba (d) crée le genre Nanocheirodon et reclasse cette espèce sous son taxon actuel.

## Étymologie
Le nom générique, Nanocheirodon, composé du grec ancien νᾶνος, nãnos, « nain », et du genre Cheirodon, fait référence à la très petite taille de cette espèce qui peut se reproduire dès la taille de 15 mm (queue non comprise).
L'épithète spécifique, du latin insignis, « qui porte des marques », n'a pas d'explication avérée mais pourrait faire référence à la tache, bien visible, présente la racine de la queue.